# Al-Saan
Al-Sa'an (tiếng Ả Rập: السعن, cũng được đánh vần là as-Si'in và còn được gọi là Sa'n al-Shajara) là một thị trấn của Syria nằm ở phó huyện al-Sa'an thuộc huyện Salamiyah, nằm ở sa mạc Syria, cách Salamiyah 50 km về phía đông bắc  và phía đông bắc của Hama. Theo Cục Thống kê Trung ương Syria (CBS), al-Sa'an có dân số 3.360 trong cuộc điều tra dân số năm 2004. Cư dân của nó chủ yếu là người Ismailis.
Al-Sa'an được thành lập vào cuối thế kỷ 19 bởi những người di cư Ismaili từ các vùng khác của miền bắc Syria, người đã chọn định cư vì điều kiện kinh tế tồi tệ ở các khu vực nội địa của Syria, mức thuế thấp sống ở rìa sa mạc Syria được cung cấp và là nơi gần với Salamiyah, trung tâm của cuộc sống Ismaili ở Syria. Trong thời kỳ Ottoman, khi được thành lập, nó trở thành ngôi làng Ismaili xa xôi nhất ở Syria. Vào thời điểm đó, nó chứa một đồn quân sự do quân đội Ottoman quản lý.